# Distretto di Alto Saposoa
Il distretto di Alto Saposoa è uno dei sei distretti  della provincia di Huallaga, in Perù. Si trova nella regione di San Martín e si estende su una superficie di 1.347,34 chilometri quadrati.

Istituito il 13 settembre 1963, ha per capitale la città di Pasarraya; al censimento 2005 contava 2.156 abitanti.